# Tishpak
Tishpak was een  mesopotamische god. Hij was stadsgod van Ešnunna, hij volgde Ninazu op. Tishpak zou een stormgod zijn. Tishpak werd gekenmerkt aan drakenhoofden die uit zijn schouders kwamen hij lijkt daarmee op de Zahhak. Tishpak wordt in sommige versies van het Enoema Elisj vermeld. Hij zou verslagen zijn door het zeemonster Labbu waarop Enlil er uiteindelijk toch in sloeg om het monster te verslaan. Sommigen zien Tishpak als het prototype voor de god Marduk. Dit komt omdat Marduk ook een monster heeft verslagen: Tiamat. Verder wordt Tishpak in verband gebracht met de hurritische Teshup. Verder is Tishpak zijn iconisch figuur de Sirruš vanaf het tweede millennium voor Christus. Marduk neemt later dit symbool over, vandaar terug de connectie Marduk-Tishpak.